# Aghbalou (Algeria)
Aghbalou è un comune dell'Algeria, situato nella provincia di Bouira.